# Oxymirus cursor
Oxymirus cursor là một loài bọ cánh cứng thuộc phân họ Lepturinae, trong họ Cerambycidae. Loài này phân bố ở Áo, Bỉ, Bulgaria, Croatia, Cộng hòa Séc, Đan Mạch, Phần Lan, Pháp, Đức, Hungary, Ý, Luxembourg, Na Uy, Pakistan, Ba Lan, România, Nga, Serbia, Slovakia, Slovenia, Tây Ban Nha, Thụy Điển, và ở Thụy Sĩ. Adult beetle feeds on European larch, silver fir, và Norway spruce .

## Subtaxons
There are three varietets in species:
- Oxymirus cursor var. lineatus Letzner, 1885
- Oxymirus cursor var. nigrinus Reitter, 1905
- Oxymirus cursor var. verneuili Mulsant, 1838

## Hình ảnh

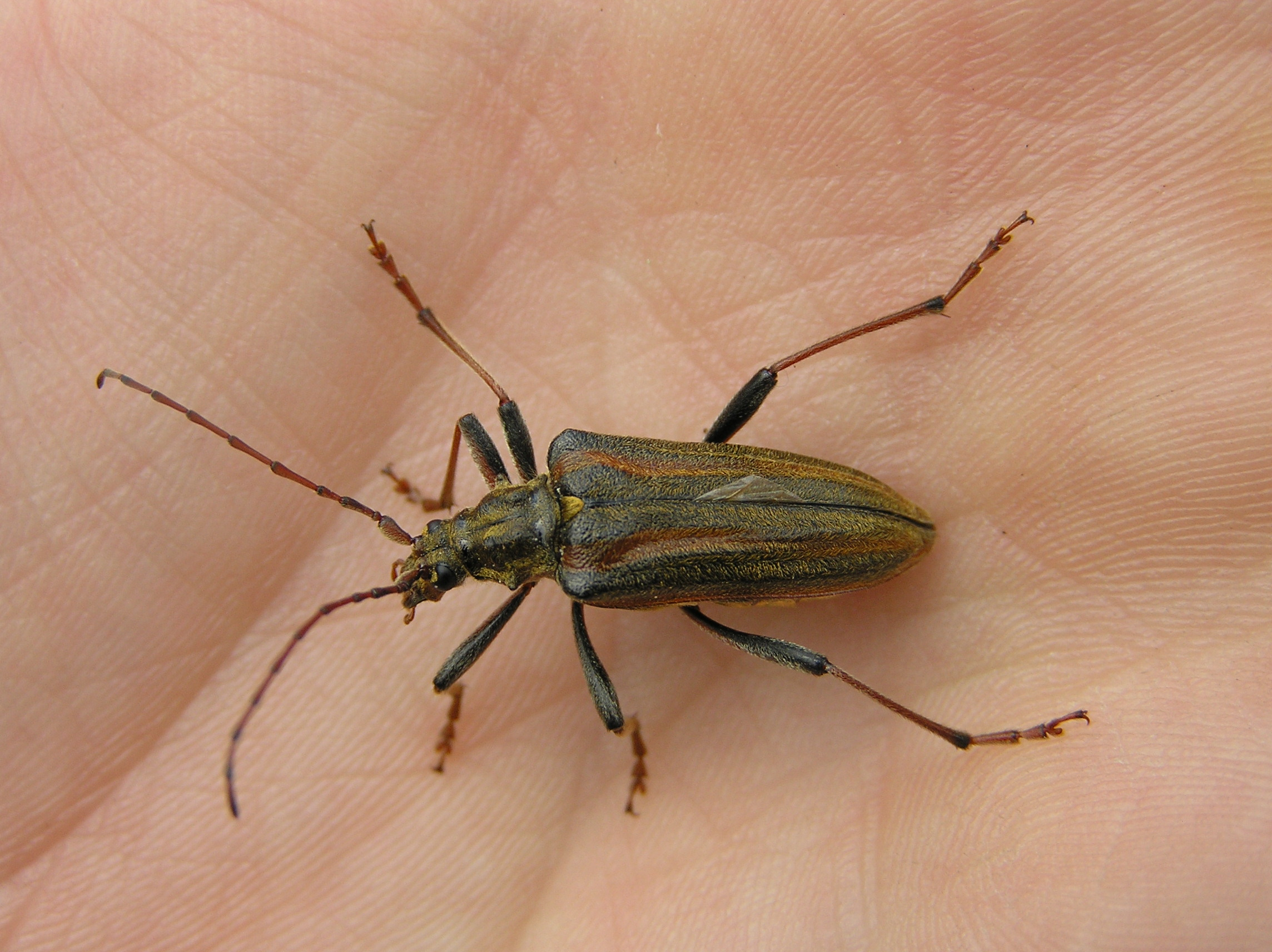
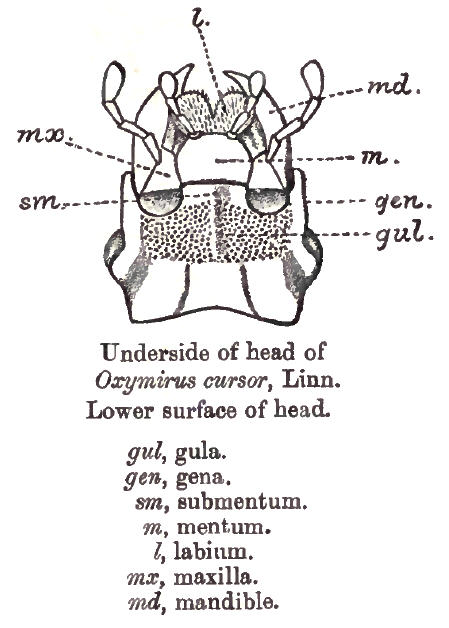
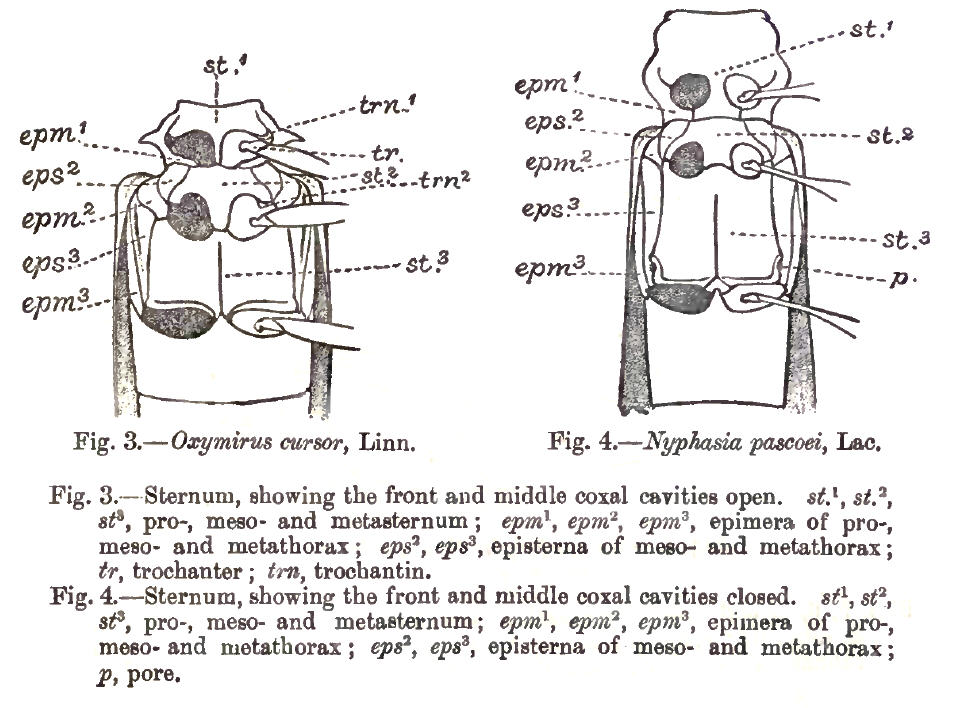
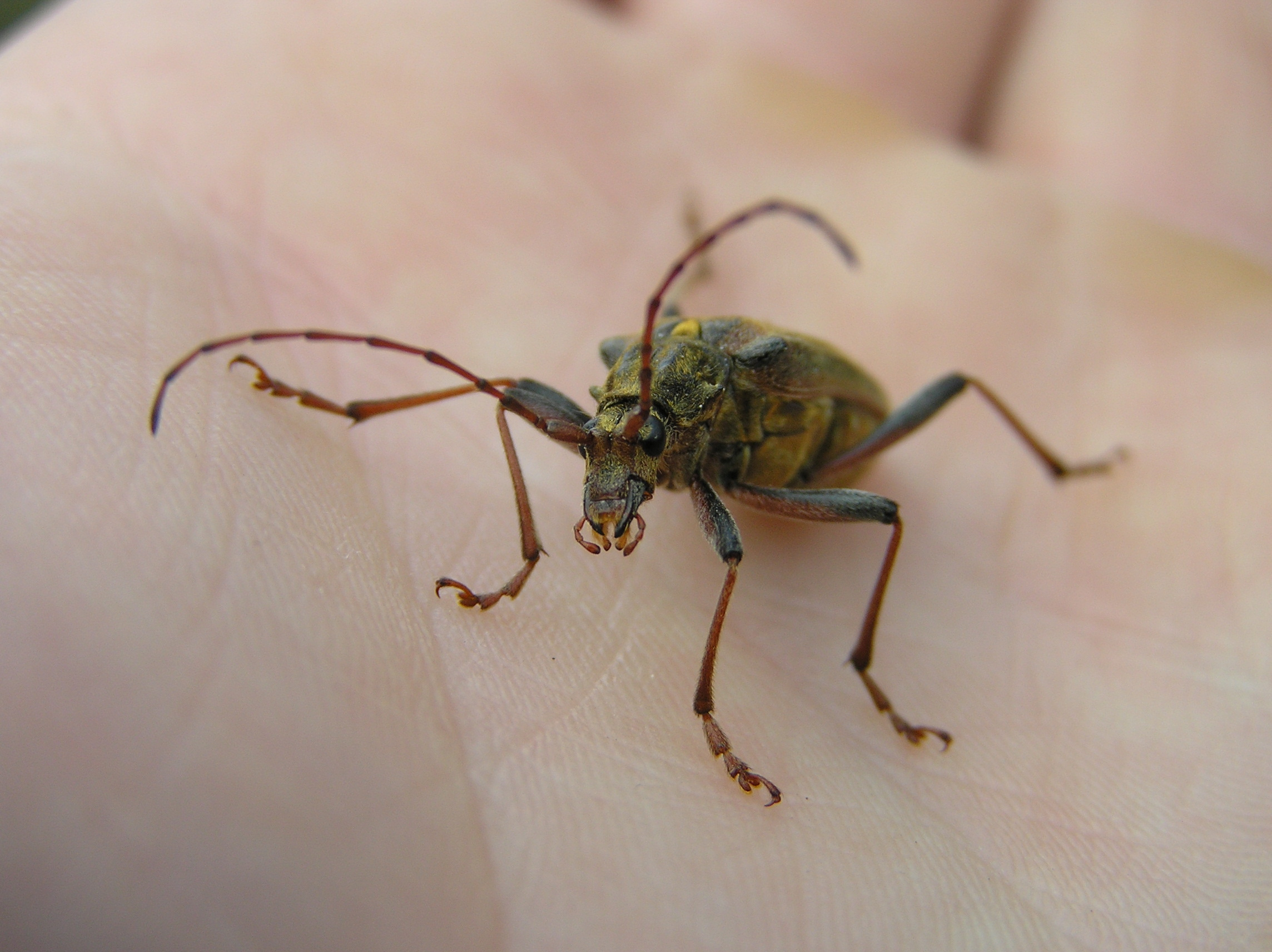